# خاویر مک دانیل
خاویر مک دانیل (انگلیسی: Xavier McDaniel؛ زادهٔ ۴ ژوئن ۱۹۶۳) بازیکن بسکتبال اهل ایالات متحده آمریکا است.
از باشگاه‌هایی که در آن بازی کرده‌است می‌توان به بوستون سلتیکس، فینیکس سانز، بروکلین نتس، و نیویورک نیکس اشاره کرد.